# Oliver Schenk
Oliver Schenk, né le 14 août 1968 à Dachau (RFA), est un homme politique allemand. Membre de l'Union chrétienne-démocrate d'Allemagne (CDU), il est élu député européen le 9 juin 2024.

## Biographie
Après avoir obtenu son Abitur, Schenk étudie l'économie à Münster. Il travaille de 1994 à 1999 au ministère saxon de l'environnement et du développement régional. De 1999 à 2002, il est  rédacteur de discours puis chef de cabinet du ministre des Finances. Ensuite, de 2002 à 2005, il est chef de cabinet du ministre-président de Saxe, Georg Milbradt. De 2005 à 2009, il est chef de département à la chancellerie d'État de Saxe. Avec l'entrée en fonction de Stanislaw Tillich en tant que ministre-président du Land de Saxe, il rejoint le ministère saxon de l'Intérieur.
Le 18 décembre 2017, Oliver Schenk est nommé ministre d'État chargé des affaires fédérales et européennes ainsi que chef de la chancellerie d'État saxonne par le nouveau ministre-président de Saxe, Michael Kretschmer. Dans le cabinet suivant formé le 20 décembre 2019, Kretschmer II, il occupe les fonctions de chef de la chancellerie d'État et de ministre d'État saxon chargé des affaires fédérales et des médias. Il quitte cette fonction le 15 juillet 2024.
En septembre 2023, Schenk est désigné tête de liste de l'Union chrétienne-démocrate d'Allemagne (CDU) de Saxe pour les élections européennes du 9 juin 2024. Il est élu au Parlement européen lors de ces élections.
Marié, Oliver Schenk vit à Dresde.